# Bayerisch Gmain
Bayerisch Gmain ist eine Gemeinde und ein Kirchdorf im oberbayerischen Landkreis Berchtesgadener Land. Sie schließt sich unmittelbar an Bad Reichenhall an und hat außer dem Hauptort keine weiteren Gemeindeteile. Der Weißbach trennt Bayerisch Gmain vom österreichischen Großgmain.

## Geografische Lage
Die Gemeinde liegt eingebettet zwischen den Bergmassiven Untersberg und Lattengebirge. Im Norden liegt das Kirchholz (ein Standortübungsplatz mit Teilen auch in der Stadt Bad Reichenhall, bis 1980 gemeindefrei); es besteht im Untergrund aus Haselgebirge, einer Mischung aus salzhaltigen Ton- und Gipsmergeln. Im Gemeindeteil Leopoldstal (1906 aus der aufgelösten Gemeinde St. Zeno eingemeindet) wurde früher daraus Gips gewonnen. Der Weißbach stellt im Osten eine natürliche und politische Grenze zum österreichischen Großgmain dar.

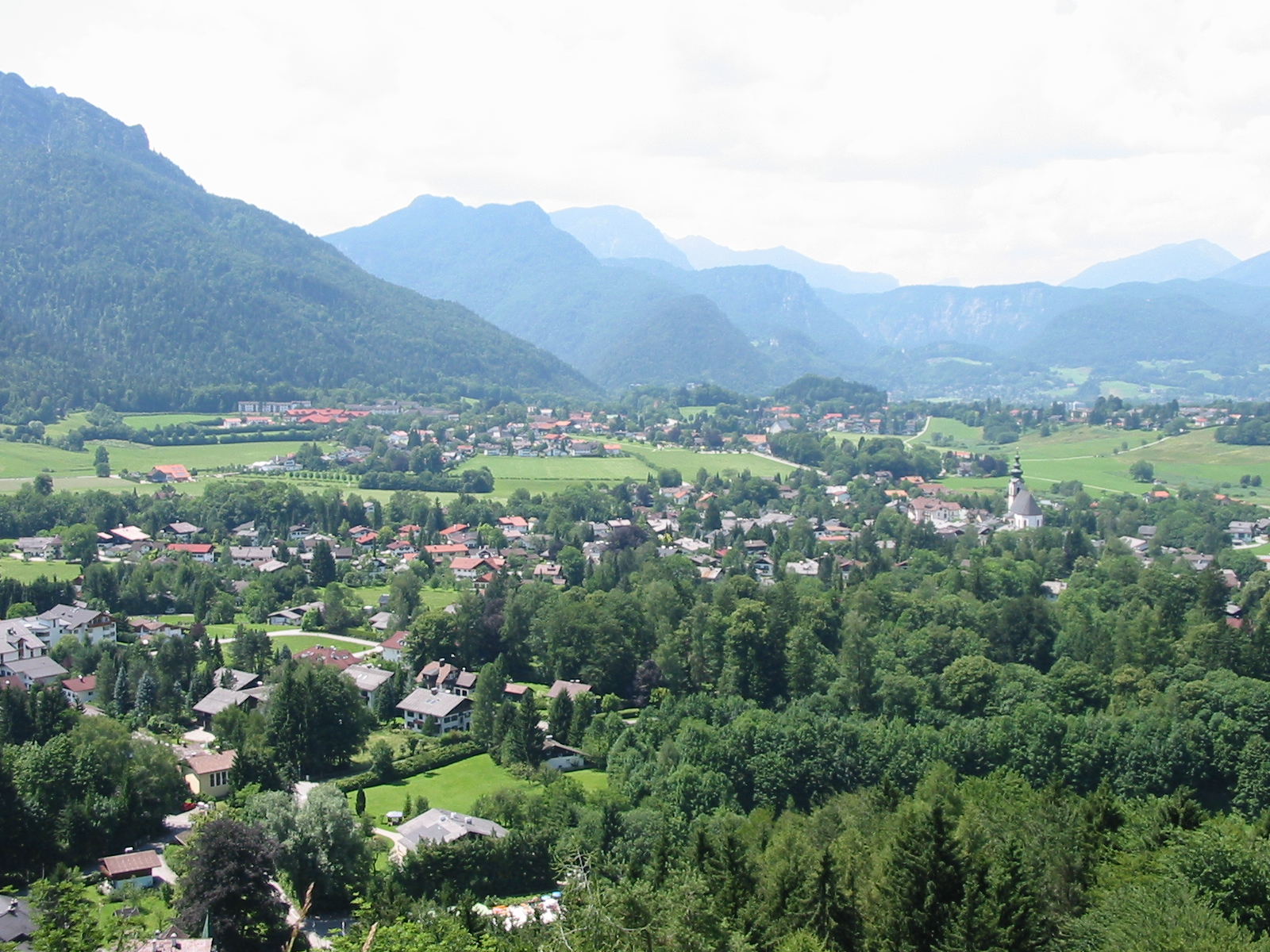
Blick über die Gmain
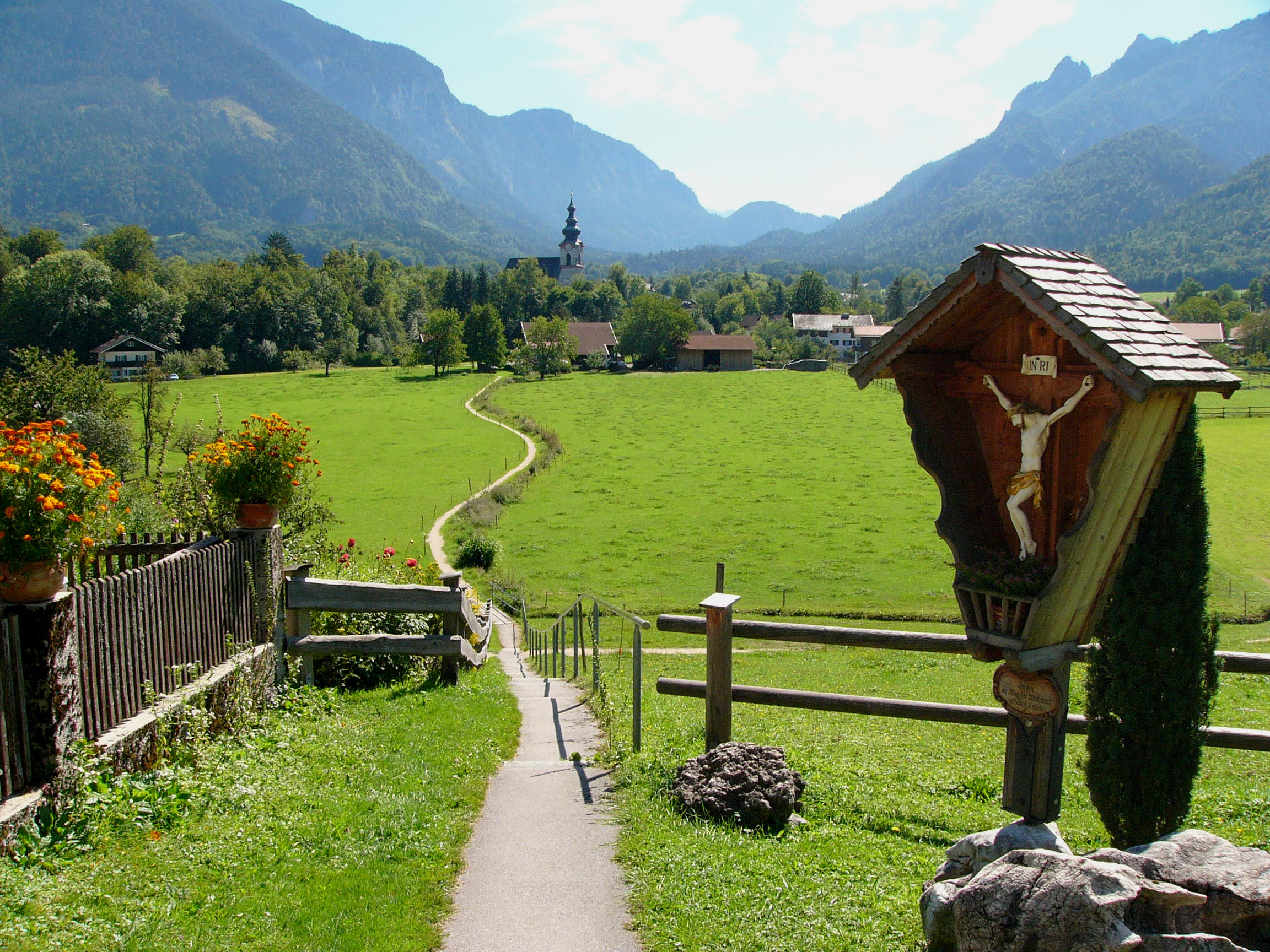
Blick nach Großgmain

Der gleichnamige Hauptort, ein Kirchdorf, ist nördlich im Gemeindegebiet situiert.

## Geschichte
„Auf der Gmain“ ist eine jahrhundertelang gebrauchte Bezeichnung für den Siedlungsraum zwischen Untersberg und Lattengebirge, Hallthurm und Kirchholz.
Bereits die Menschen der Bronzezeit wussten den Reichtum des Bodens (Salz in Reichenhall) und die günstige Lage der Umgebung zu schätzen und ließen sich hier fest nieder. In der Römerzeit hieß die Gegend Mona, woraus sich dann der Name „Gmain“ entwickelt hat. Im Rahmen einer Schenkung des bayerischen Herzogs Theotpert (reg. ca. 711–716) an das Stift Nonnberg in Salzburg aus dem Jahre 712 erscheint der Ortsname erstmals auf. Um 1100 erscheinen die Grafen von Plain, welche die Gegend der Gmain mit der Erbauung der Plainburg zum Mittelpunkt der oberen Grafschaft im Salzburggau machten. Ungeachtet der landesherrschaftlichen Grenze, welche die weit verstreuten Höfe nach dem Niedergang der plainischen Herrschaft schon vor 1300 (etwa 1295) in eine bayerische und eine salzburgische Hälfte teilte, wurde die dörfliche Gemeinschaft von der Bevölkerung immer als eine Einheit verstanden.
Das vormals herzoglich bayerische Einzugsgebiet der Gemeinde grenzt sich somit soziokulturell innerhalb des Landkreises Berchtesgadener Land von dessen südlicher Region Berchtesgadener Land in den historischen Grenzen des fürstpropstlichen Kernlandes ab und bildete zugleich ein Bindeglied zum einstigen Erzstift Salzburg.
Im Vollzug des religiösen Lebens bildete die kirchenrechtliche Einheit eine Gemeinschaft stiftende Grundlage für alle Gmainer. Was das wirtschaftliche Gefüge, das kulturelle Leben im Allgemeinen und die Schulausbildung im Besonderen betrifft, spielte die Landesgrenze entlang des Weißbaches kaum eine Rolle. Auch die vielfältigen verwandtschaftlichen Verflechtungen über die Grenze hinweg bildeten natürlicherweise ein starkes Bindeglied. Trennend wirkte lediglich die jeweils am Weißbach endende salzburgische und bayerische Gerichtsbarkeit, welche die verschiedene Landeshoheit begründete.
Wirkliche Bedeutung erlangte die staatliche Trennung erst ab 1816, als nach einer kurzen Zeit der Vereinigung der beiden Ortsteile unter bayerischer Verwaltung die politischen Unterschiede im 19. Jahrhundert immer stärkere Geltung erlangten.
Trotz der Ausformung zweier eigenständiger Gemeinden blieb das Zusammengehörigkeitsgefühl erhalten. Gleiche wirtschaftliche Interessen, vor allem im Fremdenverkehr, trugen ebenso dazu bei wie die Zweckmäßigkeit gemeinsamer technischer Einrichtungen.
Der besondere Reiz – und zudem eine Verpflichtung – besteht in der Wahrung des gemeinsamen historischen Erbes bei aller inzwischen entwickelter Eigenständigkeit.
Am 1. Dezember 1905 wird ein Teil der aufgelösten Gemeinde Sankt Zeno eingegliedert, nämlich der Weiler Leopoldstal, eine kleine Exklave von Sankt Zeno östlich des Kirchholzes am Weißbach.
Am 10. November 1926 wurde die Gemeinde Gmain in die heutige Bezeichnung umbenannt.
Nach dem Ende des Zweiten Weltkriegs gab es unter den Displaced Persons zahlreiche Kinder ohne Eltern oder Verwandte. Für sie wurden von den US-amerikanischen Besatzungsbehörden über zwei Dutzend durch die UNRRA, ab 1947 durch die International Refugee Organization (IRO) verwaltete Children’s Centers eingerichtet, darunter auch eines in Bayerisch Gmain im ehemaligen Hotel Am Forst, das zum Kinderzentrum Jehuda Makabi wurde. Es bestand vom Sommer 1946 bis zum Sommer 1948 und war anfangs mit 210 Kindern belegt, am Ende noch mit 143. Es gab einen Fußball-Club, einen Kindergarten, eine Volksschule und eine Berufsschule. Von diesen Kindern spielten zwölf in Fred Zinnemanns Film Die Gezeichneten (Originaltitel: The Search) mit, die Zinnemann selber in Bayerisch Gmain ausgewählt hatte. Das Kinderheim in Bayerisch Gmain unterstand offiziell der UN-Hilfsorganisation, die Betreuer und Bewohner innerhalb des Kinderheims waren in zionistische Jugendorganisationen eingebunden. Dementsprechend emigrierte die überwiegende Mehrheit der Kinder dann nach Palästina bzw. Israel. Nach dem Auszug der Kinder und Jugendlichen betrieb die International Refugee Organization (IRO) ab Sommer 1948 in dem Gebäude ein Rehabilitationszentrum für jüdische Tbc-Patienten.
Die Gemeinde hatte im Jahr 1961 noch eine Fläche von 779 Hektar. Ihre heutige Größe erreichte sie im Rahmen der Gebietsreform in Bayern durch die Eingliederung des nördlichen Teils des früheren gemeindefreien Gebiets Forst Sankt Zeno (261,80 Hektar) in den späten 1970er Jahren, die eine Arrondierung des Gemeindegebiets bewirkte, sowie durch eine weitere Gebietseingliederung: Am 1. Januar 1981 wurde das im Norden liegende gemeindefreie Gebiet Kirchholz aufgelöst und knapp zwei Drittel davon (96,13 von 155,29 Hektar) nach Bayerisch Gmain eingegliedert. Nur Forst St. Zeno ist eine separate, zweite Gemarkung innerhalb der Gemeinde. Die übrigen eingegliederten Gebiete (Leopoldstal, Kirchholz) gehören zur Gemarkung Bayerisch Gmain (972,55 Hektar).
Als zum Stichtag 1. Januar 2010 das im Süden angrenzende gemeindefreie Gebiet Bischofswiesener Forst aufgelöst wurde, wurde ein Teil dieses Gebiets der Gemeinde und Gemarkung Bayerisch Gmain zugeschlagen.

### Einwohnerentwicklung
Zwischen 1987 und 2019 wuchs die Gemeinde von 2557 auf 3056 um 499 Einwohner bzw. um 19,5 %.

## Religion
Die katholische Pfarrkirche ist dem Heiligen Niklaus von Flüe geweiht.
Der Ort gehört zum Einzugsgebiet der Evangelisch-lutherischen Kirchengemeinde in Bad Reichenhall mit ihrer Evangelischen Stadtkirche.

## Politik

### Gemeinderat
| Partei                   | Sitze |
| ------------------------ | ----- |
| CSU                      | 05    |
| Freie Wählergemeinschaft | 04    |
| GRÜNE                    | 03    |
| FDP                      | 03    |
| SPD                      | 01    |
| Gesamt                   | 16    |

### Bürgermeister
Seit dem 5. März 2019 ist Armin Wierer (FWG) Erster Bürgermeister. Vorgänger war seit Mai 1996 Hans Hawlitschek (CSU).

### Wappen und Flagge
| | Blasonierung: „Geteilt; oben gerautet von Silber und Blau, unten in Rot übereinander zwei waagrechte silberne Fische.“ |
| Wappenbegründung: Die Rauten beziehen sich einerseits auf die einstigen wittelsbachischen Landesherren wie auch auf das heutige Bayern. Der untere Teil hingegen bezieht sich auf die so genannte Gmain bzw. Großgmain, die dem Erzstift Salzburg unterstand. Dieses Wappen wird seit 1963 auf der Rechtsgrundlage eines Beschlusses des Gemeinderats und der Verleihung des Wappens durch das Staatsministerium des Innern nach einer Ministerialentschließung vom 16. September 1963 geführt. | |

Der seit 1926 gültige amtliche Ortsname „Bayerisch Gmain“ verweist auf eine besondere territorialgeschichtliche Situation, die bei der Wappenannahme 1963 zur Ausnahmegenehmigung führte, dass die Gemeinde die Rauten im Gemeindewappen führen darf. Das untere rote Feld mit den zwei silbernen Fische ist dem Wappen der Augustinerpropstei St. Zeno in Reichenhall entnommen, die als Grundherrschaft im Gemeindegebiet von großer Bedeutung war.
Als inoffizielle Gemeindefahne wird eine weiß-blaue Flagge mit dem Gemeindewappen verwendet.

## Wirtschaft und Infrastruktur
Der Tourismus ist eine wichtige Einnahmequelle für das Heilbad Bayerisch Gmain. Die touristischen Angebote innerhalb werden in enger Verbindung mit der benachbarten Stadt Bad Reichenhall im Verband Bayerisches Staatsbad – Kur-GmbH Bad Reichenhall / Bayerisch Gmain beworben, der wiederum Mitgesellschafter der für den ganzen Landkreis werbenden Marketinggesellschaft Berchtesgadener Land Tourismus ist. Neben ihrer zentralen Lage innerhalb des Landkreises bietet die Gemeinde selbst u. a. für den Wintersport die Rodelbahn Alpgarten.
Im gleichnamigen Hauptort befindet sich das Bayerische Feuerwehrerholungsheim, heute „Gästehaus & Restaurant St. Florian; auch das Freizeit- und Erholungszentrum der Bayerischen Feuerwehren“ genannt.

### Verkehr
Die hochrangigste Straßenverbindung ist die Bundesstraße 20 von Berchtesgaden nach Bad Reichenhall.
Der Hauptort verfügt über einen Haltepunkt, ehemals Bahnhof, an der Bahnstrecke Bad Reichenhall–Berchtesgaden. Seit 2006 wird dieser in beide Richtungen stündlich von der Linie S4 der S-Bahn Salzburg bedient, die von der Berchtesgadener Land Bahn betrieben wird. Mit dem Intercity/Regional-Express-Zugpaar Königssee besteht außerdem eine Direktverbindung von bzw. nach Hamburg.
Bayerisch Gmain liegt am Bodensee-Königssee-Radweg, welcher in Lindau beginnt und zum Königssee bei Berchtesgaden führt.

## Persönlichkeiten
- Max Bernuth (1872–1960), Kunstmaler, Buchillustrator
- Dieter Dressler (1932–2011), Maler und Grafiker
- Hans Erlwein (1872–1914), Architekt, Stadtbaurat in Bamberg und Dresden
- Leodegar Mayr (1928–2013), Geigenbauer
- Ines Papert (* 1974), Sportkletterin und Eiskletterweltmeisterin
- Ulrike Riedel (* 1948), Juristin, Politikerin, Staatssekretärin in Hessen und Sachsen-Anhalt
- Claire Waldoff (1884–1957), Kabarettistin, Sängerin; lebte von 1939 bis zu ihrem Tod in Bayrisch Gmain